# Eduard Daniël van Oort

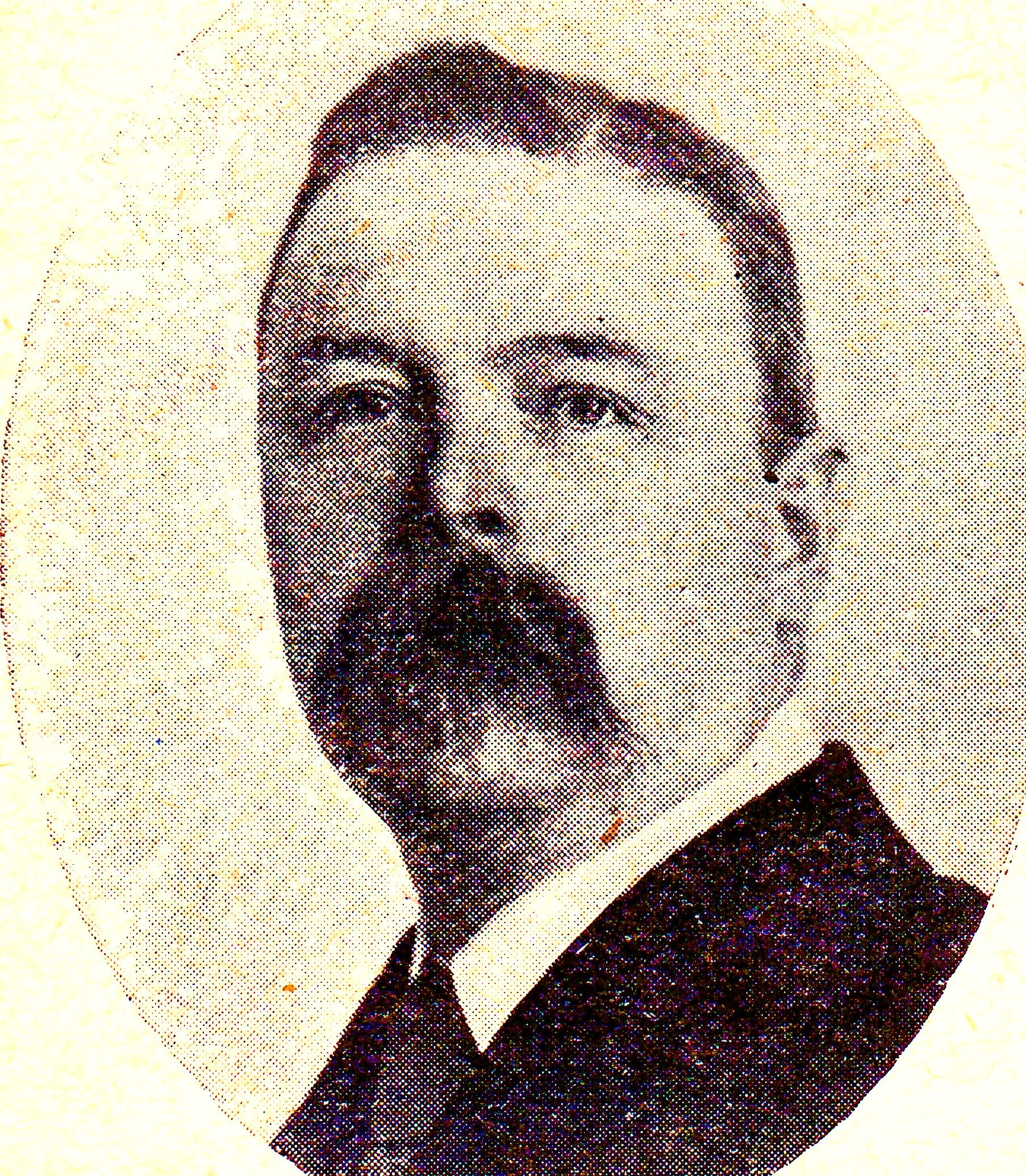
Porträt von Eduard Daniël van Oort (1920)

Eduard Daniël van Oort (* 31. Oktober 1876 in Barneveld; † 21. September 1933 in Leiden) war ein niederländischer Biologe, insbesondere Ornithologe, und Museumsdirektor.

## Leben
Van Oort war der Sohn des Seemanns Jan van Oort, der in der Handelsmarine arbeitete. Er besuchte die Hogereburgerschool (Hbs) in Den Haag und studierte dann an der Universität Leiden Geologie, Mineralogie, Zoologie und Botanik. Zwischen 1901 und 1903 arbeitete er als Assistent am Rijksmuseum van Geologie en Mineralogie und am Zoologischen Laboratorium an fossilen Mollusken und Vogelknochen. 1904 wurde er an der Universität Bern (Hbs-Absolventen waren zu dieser Zeit an niederländischen Universitäten nicht zu akademischen Prüfungen zugelassen) mit der Dissertation Beitrag zur Osteologie des Vogelschwanzes zum Ph.D. promoviert.
Am 1. Mai 1904 trat er die Nachfolge von Otto Finsch als Kurator der Vogelabteilung am  Rijksmuseum van Natuurlijke Historie an. Am 1. Januar 1915 wurde er als Nachfolger von Fredericus Anna Jentink zum Direktor des Museums ernannt, nachdem er dort seit 1913 als stellvertretender Direktor tätig war. Im Jahr 1920 wurde er zum außerordentlichen Professor für Zoologie ernannt. Seine Antrittsrede widmete er dem Thema Der Vogelzug und die gegenwärtige Lage seiner experimentellen Erforschung.
Van Oort gehörte 1901 zu den Gründern der Nederlandsche Ornithologische Vereeniging, wo er zwischen 1911 und 1924 im Vorstand tätig war. Er trug viel zur Kenntnis über Vögel und insbesondere über den Vogelzug bei. 1911 führte er die Vogelberingung in Holland ein. Unter van Oorts Leitung wurden bis 1930 mehr als 100.000 Vögel beringt, und die jährlichen Berichte über die Beringung, die das Museum veröffentlichte, enthielten eine Fülle von Informationen über Zugverhalten und Verbreitung. Bis 1962 wurde die Verwaltung für die Vogelberingung vom Museum in Leiden übernommen.
Nach 1930 verschlechterte sich van Oorts Gesundheitszustand. 1933 wurde er krankgeschrieben und Hilbrand Boschma zum stellvertretenden Direktor ernannt. Kurz nachdem van Oort seinen Dienst wieder aufgenommen hatte, starb er im September 1933. 1934 trat Boschma die Nachfolge als Direktor des Museums an.
Seine bekannteste Publikation ist das in fünf Bänden erschienene Werk Ornithologia Neerlandica mit Illustrationen des Malers Marinus Adrianus Koekkoek II. Der erste Band erschien 1922 und der letzte Band wurde 1935 posthum von Gerrit Anton Brouwer vollendet. Einige Tafeln wurden von Harry Witherby (1873–1943) in dessen Werk The Handbook of British Birds (1938–1941) wiederverwendet. 
Van Oort Bibliographie umfasst 48 Schriften zu Themen wie Vogelzug, aber auch zu Vögeln, die im Malaiischen Archipel und in Neuguinea gesammelt wurden. Er ist Erstbeschreiber von acht verschiedenen tropischen Vogelarten, darunter befinden sich die Schneegebirgswachtel (Anurophasis monorthonyx), der Goldwangen-Honigfresser (Oreornis chrysogenys), die Bergsericornis (Sericornis nouhuysi), der Seramfächerschwanz (Rhipidura dedemi), die Seramsalangane (Aerodramus ceramensis), der Fleckenbrust-Dickkopf (Pseudorectes incertus), der Kurzbart-Honigfresser (Melionyx nouhuysi) und der Kongonektarvogel (Cinnyris congensis). Darüber hinaus beschrieb er 29 Unterarten von tropischen Vögeln.
Van Oort war korrespondierendes Mitglied der Zoological Society of London, Ehrenmitglied der British Ornithologists’ Union, korrespondierendes Mitglied der American Ornithologists’ Union im Jahr 1913 sowie Ehrenmitglied im Jahr 1919.

## Dedikationsnamen
Nach van Oort sind die Unterarten Sericornis nouhuysi oorti der Bergsericornis sowie Clytomyias insignis oorti des Rotkopf-Staffelschwanzes benannt. Felix Kopstein beschrieb 1926 die Gecko-Art Lepidodactylus oortii aus Indonesien.